# تپه زک
تپه زک مربوط به دوره ساسانیان است و در شهرستان بوانات، بخش مرکز ی، دهستان سیمکان، روستای قلعه مسه، مشرف به زمینهای کشاورزی واقع شده و این اثر در تاریخ ۲۶ اسفند ۱۳۸۶ با شمارهٔ ثبت ۲۱۹۰۷ به‌عنوان یکی از آثار ملی ایران به ثبت رسیده است.